# Чешир (Огайо)
Чешир (англ. Cheshire) — селище (англ. village) в США, в окрузі Галлія штату Огайо. Населення — 123 особи (2020).

## Географія
Чешир розташований за координатами 38°57′5″ пн. ш. 82°6′51″ зх. д. / 38.95139° пн. ш. 82.11417° зх. д. (38.951366, -82.114255).  За даними Бюро перепису населення США в 2010 році селище мало площу 2,03 км², з яких 2,00 км² — суходіл та 0,03 км² — водойми.

## Демографія
Згідно з переписом 2010 року, у селищі мешкали 132 особи в 67 домогосподарствах у складі 36 родин. Густота населення становила 65 осіб/км².  Було 76 помешкань (38/км²).
Расовий склад населення:
| - 96,2 % — білих - 0,8 % — чорних або афроамериканців - 2,3 % — осіб інших рас |

До двох чи більше рас належало 0,8 %. Частка іспаномовних становила 1,5 % від усіх жителів.
За віковим діапазоном населення розподілялося таким чином: 15,2 % — особи молодші 18 років, 60,6 % — особи у віці 18—64 років, 24,2 % — особи у віці 65 років та старші. Медіана віку мешканця становила 52,0 року. На 100 осіб жіночої статі у селищі припадало 112,9 чоловіків;  на 100 жінок у віці від 18 років та старших — 119,6 чоловіків також старших 18 років.
Середній дохід на одне домашнє господарство  становив 53 629 доларів США (медіана — 40 909), а середній дохід на одну сім'ю — 64 062 долари (медіана — 43 750). За межею бідності перебувало 15,9 % осіб, у тому числі 32,1 % дітей у віці до 18 років та 6,5 % осіб у віці 65 років та старших.
Цивільне працевлаштоване населення становило 99 осіб. Основні галузі зайнятості: освіта, охорона здоров'я та соціальна допомога — 22,2 %, транспорт — 19,2 %, роздрібна торгівля — 15,2 %, виробництво — 13,1 %.